# Anticarsia subducta
Anticarsia subducta är en fjärilsart som beskrevs av Walker 1858. Anticarsia subducta ingår i släktet Anticarsia och familjen nattflyn. Inga underarter finns listade i Catalogue of Life.